# Dorfkirche Pinnow (Karstädt)

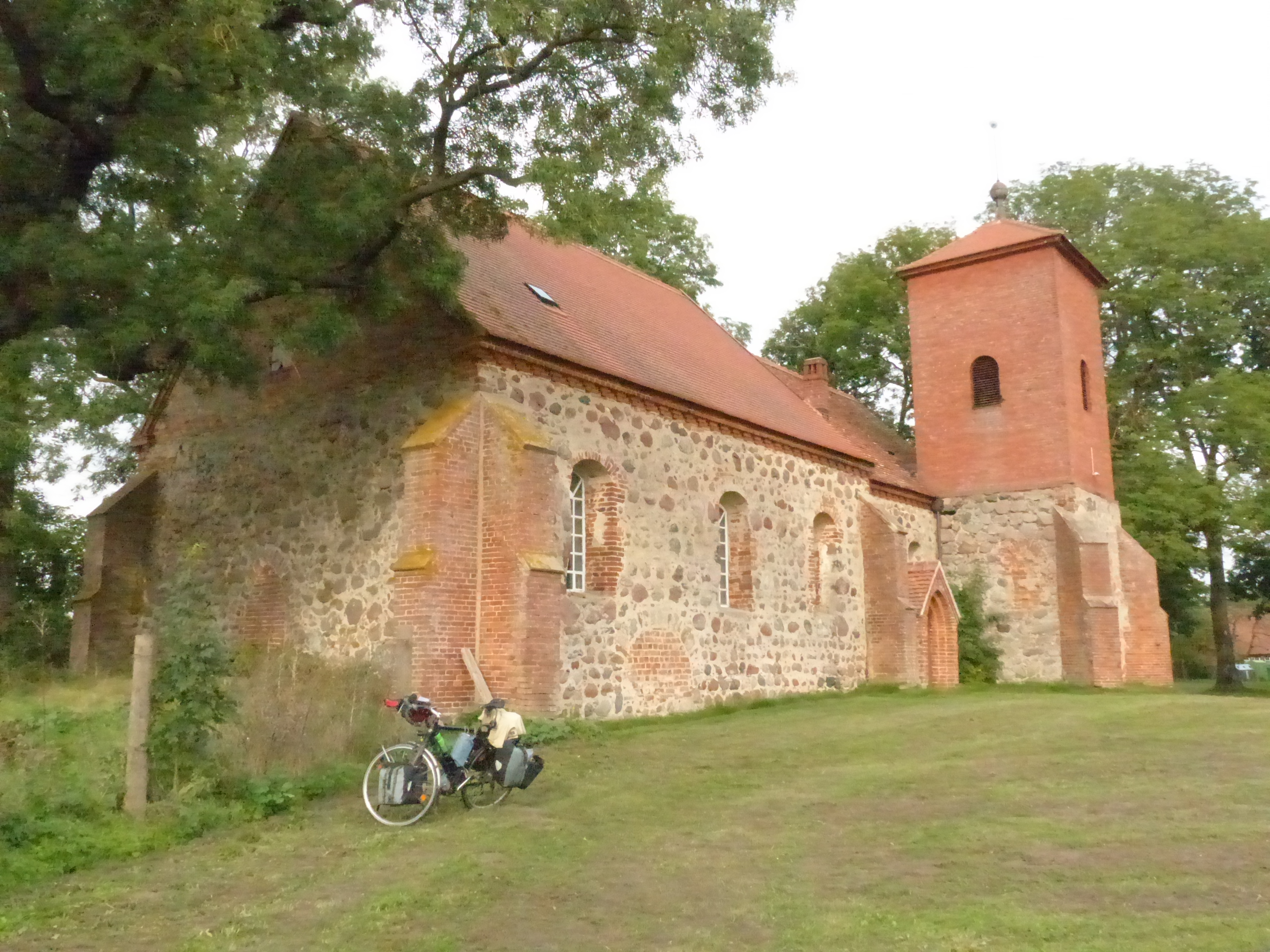
Kirche von Westen

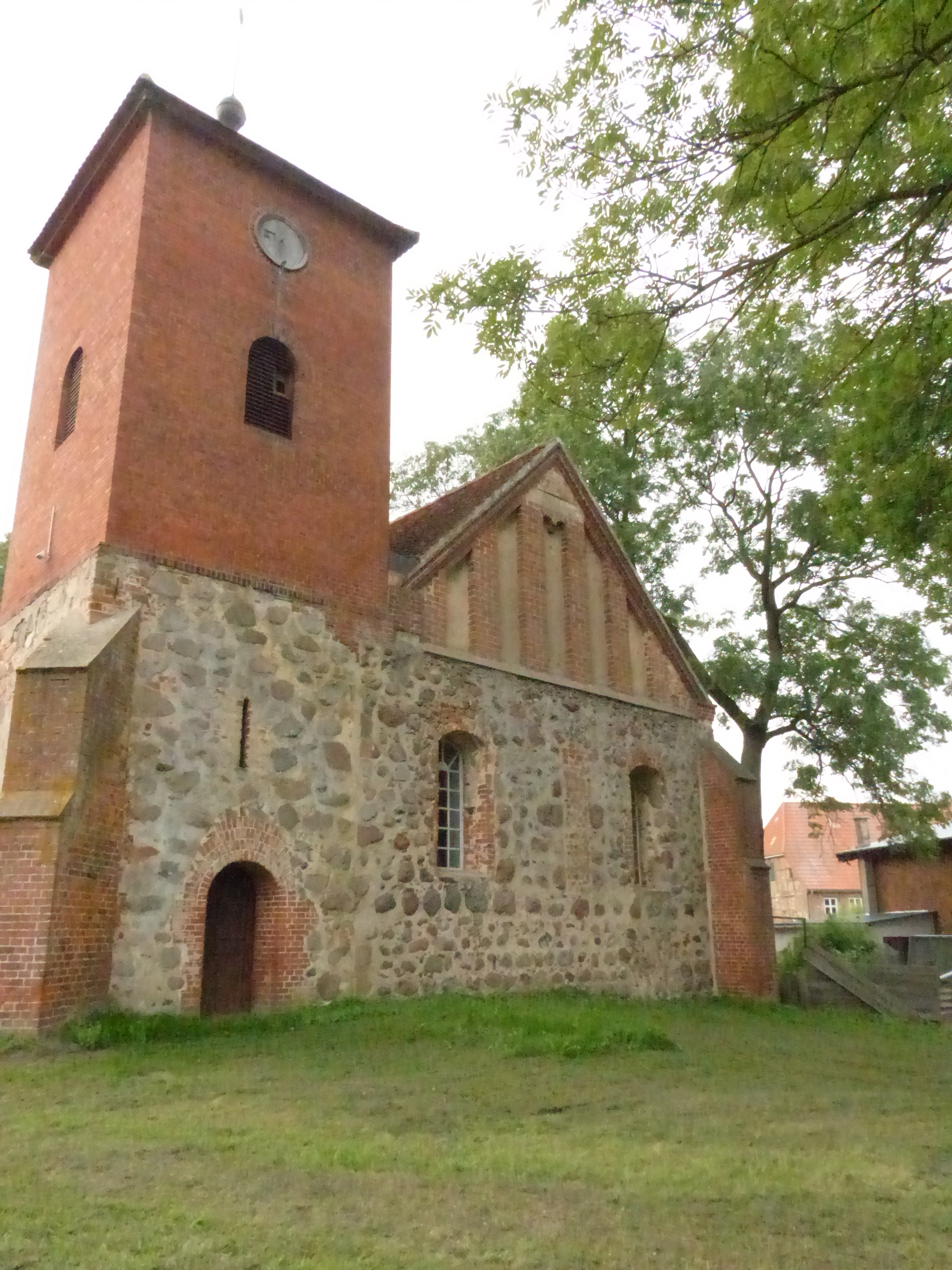
Kirche von Osten

Die Dorfkirche in Pinnow in der Gemeinde Karstädt im brandenburgischen Landkreis Prignitz ist ein Feldsteinbau, wahrscheinlich aus dem Ende des 14. Jahrhunderts. Sie gehört zur Gesamtkirchengemeinde Westprignitz im Kirchenkreis Prignitz der Evangelischen Kirche Berlin-Brandenburg-schlesische Oberlausitz.
Die einschiffige gotische, denkmalgeschützte Kirche besteht aus einem rechteckigen Schiff und einem etwas eingezogenen, ebenfalls rechteckigen Chor. Im Westgiebel gibt es eine vermauertes anscheinend bauzeitliches Spitzbogenportal mit Backsteinfassung. Außergewöhnlich für die Prignitz ist der spätgotische Chorflankenturm. Sein unteres Geschoss aus Feldstein errichtet wurde um 1500 errichtet. Er hatte ursprünglich eine andere Funktion und ist erst um 1850 durch Aufstockung mit einem Geschoss aus Holzfachwerk, das mit Backsteinen im Rundbogenstil verkleidet ist, und das ihn bedeckende Pyramidendach zum Kirchturm erweitert worden. Ebenso wurde der spätgotische, mit Blenden geschmückte Giebel des Chors um 1500 errichtet. Einer Inschrift zufolge wurde die Kirche 1565 saniert. Die Fenster der Seitenwände wurden allerdings erst im 18. und 19. Jahrhundert mit Korbbögen erneuert. Der obere Teil des Turms wurde 1850 ersetzt.
Die wertvollsten Teile der Innenausstattung sind die Taufe von 1602, der 1755 geschaffene Kanzelaltar und die 1883 von Friedrich Hermann Lütkemüller gebaute Orgel.